# Детген
Детген (њем. Dätgen) општина је у њемачкој савезној држави Шлезвиг-Холштајн. Једно је од 165 општинских средишта округа Рендсбург. Према процјени из 2010. у општини је живјело 572 становника. Посједује регионалну шифру (AGS) 1058038.

## Географски и демографски подаци
Детген се налази у савезној држави Шлезвиг-Холштајн у округу Рендсбург. Општина се налази на надморској висини од 28 метара. Површина општине износи 10,6 km². У самом мјесту је, према процјени из 2010. године, живјело 572 становника. Просјечна густина становништва износи 54 становника/km².